# Пересічанська селищна рада
Пересіча́нська се́лищна ра́да — адміністративно-територіальна одиниця та орган місцевого самоврядування в Дергачівському районі Харківської області. Адміністративний центр — селище міського типу Пересічне.

## Загальні відомості
- Пересічанська селищна рада утворена в 1938 році.
- Територія ради: 50,13 км²
- Населення ради: 8 489 осіб (станом на 2001 рік)
- Територією ради протікає річка Уди.

## Історія
Харківська обласна рада рішенням від 30 серпня 2012 року у Дергачівському районі перейменувала Пересічнянську селищну раду на Пересічанську.

## Населені пункти
Селищній раді підпорядковані населені пункти:
- смт Пересічне
- с-ще Березівське
- с-ще Курортне

## Склад ради
Рада складається з 30 депутатів та голови.
- Голова ради: Чалий Микола Євгенович

### Депутати
За результатами місцевих виборів 2010 року депутатами ради стали:

#### За суб'єктами висування
| Суб'єкт висування | Кількість обраних депутатів | %  |
| ----------------- | --------------------------- | -- |
| Партія регіонів   | 21                          | 70 |
| Самовисування     | 9                           | 30 |

#### За округами
| № округу        | Прізвище, ім'я, по батькові       | Дата визнання обраним | Освіта           | Партійна приналежність | Відомості про обраного депутата                                                                                         |
| --------------- | --------------------------------- | --------------------- | ---------------- | ---------------------- | --- |
| Партія регіонів |                                   |                       |                  |                        | |
| 3               | Войтенко Алла Олексіївна          | 02.11.2010            | вища             | член Партії регіонів   | Солоницівська загальноосвітня школа І-ІІІ ст., директор                                                                 |
| 4               | Твердохліб Галина Юріївна         | 02.11.2010            | вища             | член Партії регіонів   | Пересічанська загальноосвітня школа І-ІІІ ст., вчитель                                                                  |
| 5               | Стрєляна Лариса Михайлівна        | 02.11.2010            | вища             | член Партії регіонів   | Пересічанська селищна рада, секретар селищної ради                                                                      |
| 8               | Штонда Олександр Валентинович     | 02.11.2010            | вища             | член Партії регіонів   | Вільшанська лікарня, лікар                                                                                              |
| 9               | Бреславець Віктор Олексійович     | 02.11.2010            | вища             | член Партії регіонів   | фізична особа-підприємець                                                                                               |
| 10              | Войтенко Олександр Григорович     | 02.11.2010            | середня          | член Партії регіонів   | пенсіонер |
| 12              | Штонда Олександр Вікторович       | 02.11.2010            | вища             | член Партії регіонів   | ЗАТ «Сантехкомжект», старший менеджер відділу збуту                                                                     |
| 13              | Мальцев Олександр Юрійович        | 02.11.2010            | вища             | член Партії регіонів   | Національна академія державного управління при Президентові України, студент                                            |
| 14              | Блажко Віктор Іванович            | 02.11.2010            | вища             | член Партії регіонів   | Споживче товариство «Пересічанське», голова правління                                                                   |
| 15              | Гузійов Олександр Сергійович      | 02.11.2010            | вища             | член Партії регіонів   | Комунальне підприємство «Пересічанський благоустрій», директор                                                          |
| 16              | Давидова Тетяна Василівна         | 02.11.2010            | вища             | член Партії регіонів   | Дитячий навчальний заклад «Сонечко», завгосп                                                                            |
| 17              | Денисенко Володимир Григорович    | 02.11.2010            | середня          | член Партії регіонів   | ТОВ «Пересічанський олійноекстракційний завод», слюсар                                                                  |
| 18              | Блажков Борис Миколайович         | 02.11.2010            | середня          | член Партії регіонів   | Завод «Світло шахтаря» м. Харків, терміст                                                                               |
| 20              | Лещенко Алла Анатоліївна          | 02.11.2010            | вища             | член Партії регіонів   | Солоницівська загальноосвітня школа І-ІІІ ст., вчитель                                                                  |
| 21              | Бистрицький Олександр Миколайович | 29.07.2013            | середня          | член Партії регіонів   | Південна залізниця, бригадир колії                                                                                      |
| 22              | Блажко Ольга Анатоліївна          | 02.11.2010            | вища             | член Партії регіонів   | тимчасово не працює |
| 23              | Гузенко Сергій Борисович          | 02.11.2010            | вища             | член Партії регіонів   | Дочірнє підприємство «Південна залізниця», старший інспектор технічної служби                                           |
| 26              | Прокопенко Володимир Петрович     | 02.11.2010            | вища             | член Партії регіонів   | Мале впроваджу вальне підприємство «ІВА», заступник директора                                                           |
| 27              | Затолокін Валентин Іванович       | 02.11.2010            | вища             | член Партії регіонів   | Дочірнє підприємство "Санаторій «Курорт Березівські мінеральні води», заступник головного лікаря                        |
| 29              | Кієнко Віталій Олександрович      | 02.11.2010            | середня          | член Партії регіонів   | Приватне підприємство «Металоторг 2009», директор                                                                       |
| 30              | Овчаров Валерій Олександрович     | 02.11.2010            | вища             | член Партії регіонів   | Дорожньо — ремонтне підприємство — 3 м. Люботин, філія П'ятихатського Дорожньо-експлуатаційного підприємства, начальник |
| Самовисування   |                                   |                       |                  |                        | |
| 1               | Максименко Віталій Олександрович  | 02.11.2010            | вища             | позапартійний          | УК ГУ МВСУ в Харківській області, оперуповноважений                                                                     |
| 2               | Пашин Віталій Вікторович          | 02.11.2010            | незакінчена вища | член Партії регіонів   | ТОВ «Пересічанський олійноекстракційний завод», машиніст рушальних установок                                            |
| 6               | Коноз Василь Євгенович            | 02.11.2010            | вища             | член Партії регіонів   | Приватне підприємство «Гарант», директор                                                                                |
| 7               | Лузан Людмила Олександрівна       | 02.11.2010            | вища             | позапартійна           | Харківська академія неперервної освіти, старший викладач кафедри «Методики суспільно-гуманітарної освіти»               |
| 11              | Олійник Ольга Єгорівна            | 18.08.2014            | середня          | позапартійний          | магазин «Наша Ряба» |
| 19              | Гаврюшенко Володимир Єгорович     | 02.11.2010            | вища             | позапартійний          | Національний меморіальний комплекс «Висота Маршала І. С. Конєва», директор                                              |
| 24              | Сухоруков Михайло Іванович        | 02.11.2010            | вища             | позапартійний          | тимчасово не працює |
| 25              | Журба Володимир Васильович        | 02.11.2010            | вища             | член Народної партії   | Фермерське господарство «Фауна», голова                                                                                 |
| 28              | Кучерявенко Жанна Іванівна        | 02.11.2010            | вища             | позапартійна           | фізична особа-підприємець                                                                                               |